# Christoph Heilmann
Christoph Heilmann (* 22. Januar 1936 in Heidelberg) ist ein deutscher Kunsthistoriker, dessen Forschungs- und Tätigkeitsschwerpunkte in der römischen Barockarchitektur und Urbanistik sowie der englischen Malerei des 18. und 19. Jahrhunderts, der Malerei der deutschen Romantik, der Malerei der Schule von Barbizon, der Kunst der Deutschrömer und der Sammlungsgeschichte der Neuen Pinakothek und der Sammlung Schack liegen.

## Leben
Nach dem Abitur am humanistischen Karl Theodor Gymnasium in Heidelberg und Abschluss einer Banklehre studierte Heilmann ab 1958 Kunstgeschichte, Klassische Archäologie und Italienische Literaturwissenschaft an der Ludwig-Maximilians-Universität München, an der Ruprecht-Karls-Universität Heidelberg und an der Freien Universität Berlin. Für Forschungen zu seiner Dissertation über die Villa Borghese verbrachte er einen dreijährigen Forschungsaufenthalt an der Bibliotheca Hertziana in Rom. Nach der Promotion 1967 bei Hans Kauffmann in Berlin folgte ein einjähriges Fellowship am Courtauld Institute of Art in London, bevor Heilmann von 1968 bis 1970 ein Volontariat an den Bayerischen Staatsgemäldesammlungen, der Staatlichen Graphischen Sammlung und dem Bayerischen Nationalmuseum in München absolvierte.
Als Stipendiat der Fritz Thyssen Stiftung arbeitete Heilmann anschließend an den Bestandskatalogen der Neuen Pinakothek mit. 1975 wurde er Konservator bei den Bayerischen Staatsgemäldesammlungen, wo er in die Planung und Hängekonzeption für den Neubau der kriegszerstörten Neuen Pinakothek Alexander von Brancas wesentlich einbezogen war. Sein Verantwortungsbereich war die Malerei und Skulptur des 19. Jahrhunderts, insbesondere der ersten Jahrhunderthälfte. Als Hausreferent war er zudem für die allgemeinen Belange der Neuen Pinakothek zuständig. Bis zu seiner Pensionierung im Jahr 2000 zeichnete er für eine große Zahl von Ausstellungen zur deutschen und europäischen Malerei des 19. Jahrhunderts verantwortlich, die häufig in internationaler Kooperation mit Partnern u. a. in Großbritannien, Frankreich, den Niederlanden und Italien entstanden sind.
2003 gründete er die Christoph Heilmann Stiftung mit Sitz in München, deren Zweck die Förderung von Kunst und Kultur ist, insbesondere die Erforschung der romantischen und frühen realistischen Landschaftsmalerei in Deutschland und Frankreich.
Seine Sammlung von Landschaftsmalerei des 19. Jahrhunderts vermachte Heilmann der Städtischen Galerie im Lenbachhaus. 2019 kamen die Bilder nach einer zweijährigen Tournee durch Deutschland ins Lenbachhaus zurück. Die Sammlung von Heilmann gibt einen repräsentativen Überblick über die Landschaftsmalerei der im Wald-Dorf Barbizon arbeitenden Künstler Camille Corot, Théodore Rousseau, Charles-Francois Daubigny und Antoine-Louis Barye.

## Veröffentlichungen (Auswahl)
Aufsätze
- Acqua Paola and the Urban Planning of Paul V. Borghese, in: The Burlington Magazine 112, 1970, S. 656–662
- Die Entstehungsgeschichte der Villa Borghese in Rom, in: Münchner Jahrbuch der bildenden Kunst, 3. F., 24, 1973, S. 97–158
- Ostende. Ein Gemälde aus Turners Spätzeit für München, in: Pantheon 34, 1976, S. 221–230
- Zu Arnold Böcklins künstlerischer Individualität, in: Kat. Ausst. A. Böcklin 1827-1901. Ausstellung zum 150. Geburtstag, Darmstadt 1977, S. 34–41
- Zu Gainsboroughs Bildnis der „Mrs. Thomas Hibbert“, in: Pantheon 36, 1978, S. 222–230
- Zur Tradition Roms als Kunstzentrum und seine Wirkungen auf die Münchner  Landschaftsmalerei um 1800, in: Kat. Ausst. Münchner Landschaftsmalerei 1800-1850, München 1979, S. 12–20
- Zur französisch-belgischen Historienmalerei und ihre Abgrenzung zur Münchner Schule, in: Kat. Ausst. Die Münchner Schule 1850-1914, München 1979, S. 36–47
- Kronprinz Ludwig von Bayern und die Nazarener-Bewegung, in: Kat. Ausst. Die Nazarener in Rom. Ein deutscher Künstlerbund der Romantik, München 1981, S. 58–61
- Die Sammlung zeitgenössischer Malerei König Ludwigs I. im Zusammenhang seiner Kulturpolitik, in: Festgabe zur Eröffnung der Neuen Pinakothek in München am 28. März 1981. Geschichte, Architektur, Sammlung, München 1981, S. 9–27
- Eine frühe Berührung Münchens mit englischer Landschaftsmalerei, in: „Sind Briten hier?“ Relations between British and Continental Art 1680-1880, München 1981, S. 147–160
- Zu Ludwigs Kunstpolitik und zum Kunstverständnis seiner Zeit, in: „Ihm, welcher der Andacht Tempel baut.“ Ludwig I. und die Alte Pinakothek, München 1986, S. 16–40
- Ludwig I’s Munich as a Center of Artistic Renewal, in: Kat. Ausst. The Romantic Spirit in German Art 1790-1990, London 1994, S. 42–51
- Wilhelm Trübner. Frühe Jahre in München, in: Kat. Ausst. Wilhelm Trübner 1851-1919, München 1995, S. 11–19
- Tradition und Aufbruch. Gedanken zu Arnold Böcklins „Villa am Meer“, in: Kat. Ausst. Arnold Böcklin. Eine Retrospektive, Heidelberg 2001, S. 33–46

Museumskataloge (Mitarbeit und Beiträge)
- Schack-Galerie, 2 Bde., München 1969 (Bayerische Staatsgemäldesammlungen. Gemäldekataloge, Bd. II)
- Neue Pinakothek. Erläuterungen zu den ausgestellten Werken, München 1981 (5. Aufl. 1989)
- Schack-Galerie München. Ein Führer durch die Sammlung deutscher Malerei der Spätromantik. München 1983 (2. Aufl. 1988)
- Spätromantik und Realismus, München 1984 (Bayerische Staatsgemäldesammlungen. Gemäldekataloge, Bd. V)
- Deutsche Malerei des 19. Jahrhunderts. Staatsgalerie Regensburg, Regensburg 1986
- Impressionisten, Post-Impressionisten und Symbolisten. Ausländische Künstler, München 1990 (Bayerische Staatsgemäldesammlungen. Gemäldekataloge, Bd. VII)
- Spätklassizismus und Romantik, München 2003 (Bayerische Staatsgemäldesammlungen. Gemäldekataloge, Bd. V)

Ausstellungskataloge ([Mit-]Herausgeberschaft und Beiträge)
- Caspar David Friedrich. Zehn Gemälde. Ausstellung anlässlich einer Neuerwerbung des Ernst von Siemens-Kunstfonds für die Neue Pinakothek, München 1984 (Bayerische Staatsgemäldesammlungen. Künstler und Werke, Bd. 6)
- Deutsche Romantiker. Bildthemen der Zeit von 1800 bis 1850, Kunsthalle der Hypo-Kulturstiftung, München 1985
- Henri de Toulouse-Lautrec. Ausstellung anlässlich einer vom Ernst von Siemens-Kunstfonds unterstützten Neuerwerbung der Neuen Pinakothek, München 1985 (Bayerische Staatsgemäldesammlungen. Künstler und Werke, Bd. 10)*
- „In uns selbst liegt Italien“ Die Kunst der Deutsch-Römer, Bayerische Staatsgemäldesammlungen und Haus der Kunst, München 1987
- I „Deutsch-Römer“. Il mito dell’ Italia negli artisti tedeschi 1850-1900, Galleria Nazionale d’Arte Moderna Rom, Mailand 1988
- Johan Christian Dahl 1788-1857. Ein Malerfreund Caspar David Friedrichs, Neue Pinakothek, München 1988
- Die Haager Schule in München. Meisterwerke der holländischen Malerei des 19. Jahrhunderts aus dem Haager Gemeentemuseum und den Bayerischen Staatsgemäldesammlungen, Neue Pinakothek, München 1989
- Johann Georg von Dillis 1759-1841. Landschaft und Menschenbild, Neue Pinakothek, München 1991
- Sammlung Graf Raczyński. Malerei der Spätromantik aus dem Nationalmuseum Poznań, Neue Pinakothek, München 1992
- Viktorianische Malerei. Von Turner bis Whistler, Neue Pinakothek, München 1993
- Corot, Courbet und die Maler von Barbizon. „Les amis de la nature“, Bayerische Staatsgemäldesammlungen und Haus der Kunst, München 1996
- Landschaft als Geschichte. Carl Rottmann 1797-1850. Hofmaler König Ludwigs I., Kunsthalle der Hypo-Kulturstiftung, München 1998
- Barbizon. Malerei der Natur – Natur der Malerei. Internationales Kolloquium im Auftrag der Bayerischen Staatsgemäldesammlungen, des Doerner Instituts und des Zentralinstituts für Kunstgeschichte, München 1999
- Natur als Kunst. Landschaftsmalerei um Courbet und Feuerbach. Aus einer Heidelberger Privatsammlung, Kurpfälzisches Museum, Heidelberg 2007
- Natur als Kunst. Frühe Landschaftsmalerei des 19. Jahrhunderts in Deutschland und Frankreich aus der Sammlung der Christoph Heilmann Stiftung im Lenbachhaus München, Heidelberg 2013